# Carolina de Moras
Carolina Andrea de Moras Alvarado, conocida como Carolina de Moras, (Osorno, 24 de febrero de 1981) es una modelo y presentadora de televisión chilena. Fue la animadora del Festival Internacional de la Canción de Viña del Mar entre 2014 y 2018.

## Carrera artística
Su carrera como modelo comenzó en 1997, cuando participó en el concurso Elite Model Look Chile y poco a poco fue ganando reputación en el ambiente de la moda nacional.
Ha participado en programas de televisión, tales como Viva la mañana, Transantiaguinos y Buenos días a todos, donde se incorporó en 2010 para hacer la sección "Carola datos" —antes "Tonka datos", cuando lo realizaba Tonka Tomicic— y en noviembre de ese año estrenó la sección "Princesas". El 29 de noviembre fue presentada como la nueva coanimadora de Buenos días a todos, en reemplazo de Katherine Salosny. Tras la muerte de su compañero conductor, Felipe Camiroaga, en septiembre de 2011, de Moras continuó en el matinal junto con Julián Elfenbein. Finalmente renunció a Buenos días a todos el 13 de diciembre.
Durante febrero de 2013 fue la conductora del programa de Chilevisión Fiebre de Viña.
En octubre de 2013, De Moras fue confirmada como la animadora del 55.º Festival Internacional de la Canción de Viña del Mar, para animar junto a Rafael Araneda.
En octubre de 2014 Carolina De Moras anima el programa de Chilevisión sobre matrimonios Dime que sí.
En diciembre de 2015 recibe el Premio Copihue de Oro en la categoría de Mejor animadora de televisión.
En 2017 en la edición 58.º se convierte en una de las mujeres que más tiempo lleva animando el Festival de Viña quedando en el segundo lugar junto a Paulina Nin de Cardona con 4 ediciones. Solamente sobrepasada por Pamela Hodar y Myriam Hernández que animaron entre los años 1986 y 1990 y entre 2002 y 2006 respectivamente. En 2018 Carola logra llegar a 5 ediciones animadas, en todas ellas alabada por su excelente manejo del idioma inglés que la ha llevado a interactuar con estrellas como Olivia Newton-John, Peter Cetera, Lionel Richie, Yusuf Cat Stevens, Rod Stewart, Jamiroquai y Europe.
En 2018 es la animadora de Bake Off, programa de televisión gastronómico chileno que busca al mejor pastelero/a amateur del país.
En noviembre del 2018 tras no llegar a un acuerdo con Chilevisión, no querer retornar a la conducción de La mañana de Chilevisión debido a problemas con sus compañeros, decide no renovar contrato con el canal. Pese a que se trató de retenerla, ella decidió irse.

## Vida personal
Su padre es el fallecido Juan Ernesto de Moras y su madre es Patricia Alvarado, ingeniera química. Carolina tiene una hija llamada Mila Khamis de Moras.
Desde 2018 mantiene una relación con el abogado y político Felipe Bulnes. La pareja se casó en noviembre de 2022.
El 2 de febrero de 2011 producto de un cáncer fulminante falleció el padre de Carolina de Moras. Entre Navidad y Año Nuevo Juan Ernesto de Moras, sintió afectada su salud, por lo que fue trasladado desde Osorno a Santiago donde se le diagnosticó la enfermedad, que produjo su lamentable deceso, falleciendo el miércoles 2 de febrero a las 17:00 horas, la información fue entregada el cierre de la edición de 24 horas de TVN.[cita requerida]

## Filmografía

### Programas
| Programa de televisión | Programa de televisión                                     | Programa de televisión | Programa de televisión                                                                  | Programa de televisión |
| Año                    | Programa                                                   | Rol                    | Canal                                                                                   |                        |
| ---------------------- | ---------------------------------------------------------- | ---------------------- | --------------------------------------------------------------------------------------- | ---------------------- |
| 2007                   | Alfombra roja                                              | Comentarista de moda   | Canal 13                                                                                |                        |
| 2009                   | Viva la mañana                                             | Comentarista de moda   | Canal 13                                                                                |                        |
| 2010-2011              | Buenos días a todos                                        | Conductora             | TVN                                                                                     |                        |
| 2013                   | Fiebre de Viña                                             | Conductora             | Chilevisión                                                                             |                        |
| 2013-2018              | La mañana de Chilevisión                                   | Conductora             | Chilevisión                                                                             |                        |
| 2013                   | Salta si puedes                                            | Conductora             | Chilevisión                                                                             |                        |
| 2013-2014-2015         | Talento chileno                                            | Jueza                  | Chilevisión                                                                             |                        |
| 2014                   | LV Festival Internacional de la Canción de Viña del Mar    | Presentadora           | Chilevisión, A&E                                                                        |                        |
| 2014                   | Dime que sí                                                | Conductora             | Chilevisión                                                                             |                        |
| 2015                   | Pequeños gigantes                                          | Conductora             | Chilevisión                                                                             |                        |
| 2015                   | LVI Festival Internacional de la Canción de Viña del Mar   | Presentadora           | Chilevisión, HTV, TNT, Unitel, Citytv Ecuador TV, NBC Universo, Tv Azteca WAPA-TV, TVes |                        |
| 2016                   | LVII Festival Internacional de la Canción de Viña del Mar  | Presentadora           | Chilevisión, HTV, TNT <samll>NBC Universo. Tv Azteca                                    |                        |
| 2017                   | LVIII Festival Internacional de la Canción de Viña del Mar | Presentadora           | Chilevisión, HTV, TNT <samll>NBC Universo. Tv Azteca                                    |                        |
| 2018                   | LIX Festival Internacional de la Canción de Viña del Mar   | Presentadora           | Chilevisión, HTV, TNT <samll>NBC Universo. Tv Azteca                                    |                        |
| 2018                   | Bake Off                                                   | Conductora             | Chilevisión                                                                             |                        |
| 2019                   | Cosas de mujeres                                           | Conductora             | TV+                                                                                     |                        |
| 2020                   | Bailando por un sueño                                      | Jueza                  | Canal 13                                                                                |                        |

### Actriz

#### Series de televisión
| Año  | Serie            | Personaje         | Canal    |
| ---- | ---------------- | ----------------- | -------- |
| 2008 | Transantiaguinos | Andrea Valdivieso | Canal 13 |

#### Películas
| Año  | Título           | Personaje            | Director      |
| ---- | ---------------- | -------------------- | ------------- |
| 2010 | Qué pena tu vida | María del Pilar Lyon | Nicolás López |